# Jean Picard

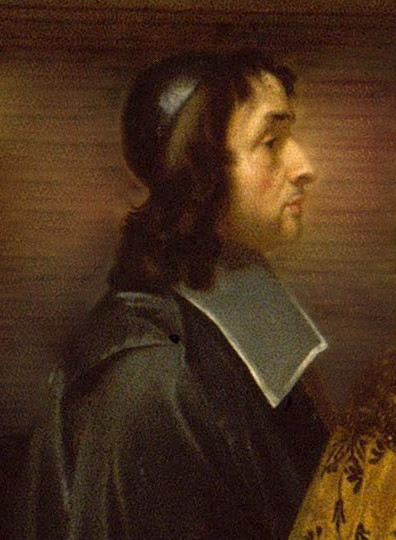
Jean Picard

Jean Picard, född den 21 juli 1620 i Anjou, död den 12 juli 1682, var en fransk astronom.
Picard var först präst, och blev sedan elev till Pierre Gassendi samt dennes efterträdare som professor i astronomi vid Collège Royal i Paris och en av de första medlemmarna av Parisakademien. Genom införande av kikare på de astronomiska instrumenten samt genom metoder att bestämma instrumentfelen höjde Picard betydligt den astronomiska observationskonsten. Han var den förste, som med framgång utförde fixstjärnobservationer på dagen (1668). 
Mest känd är han dock genom den av honom 1669–1670 utförda gradmätningen (La mesure de la terre, 1671). Det var den första som verkställdes enligt triangulationsmetoden, och historiskt märkvärdig, eftersom den för första gången bekräftade Newtons attraktionslag. 
Picard utgav de fem första årgångarna (1679–1683) av den första franska astronomiska årsboken, Connaissance des temps. Han hörde till sin tids främsta praktiska astronomer.